# يورغن جيشكي
يورغن جيشكي (بالألمانية: Jürgen Geschke) مواليد 7 يوليو 1943 في برلين، هو دراج ألماني سابق. سبق أن شارك في دورة الألعاب الأولمبية الصيفية وفاز بميدالية أولمبية.

## الميداليات
| الميدالية | المسابقة                       |
| --------- | ------------------------------ |
| فضية      | الألعاب الأولمبية الصيفية 1972 |
| برونزية   | الألعاب الأولمبية الصيفية 1976 |

## روابط خارجية
- يورغن جيشكي على موقع أرشيف الدراجات (الإنجليزية)
- يورغن جيشكي على موقع أوليمبيديا (الإنجليزية)